# Ramszesz vasútállomás
A Ramszesz vasútállomás (arabul محطة رمسيس Maḥaṭṭat Ramsīs), más néven Miszr állomás (محطة مصر, Maḥaṭṭat Miṣr) Egyiptom fővárosa, Kairó legfontosabb pályaudvara. Nevét II. Ramszesz fáraóról kapta, akinek hatalmas ókori szobrát ezen a téren állíttatta fel Nasszer elnök 1955-ben (a szobor 2006-ban  Gízába került, 2019 óta az új, grandiózus gízai múzeumban, a Nagy Egyiptomi Múzeumban áll). A pályaudvar épülete építészetileg igen különleges és értékes, ötvözi magában a modern, a tradicionális iszlám és az ókori egyiptomi építészet különböző elemeit.
Az állomáson található poggyászmegőrző, postahivatal, bankautomaták, gyógyszertár és turistainformációs iroda is. Egy épületében található az Egyiptomi Vasútmúzeum.

## Története
Az állomás 1856-ban nyílt meg, egyidőben a Kairó–Alexandria-vasútvonallal, annak végállomásaként. Jelenlegi épülete 1892-ben épült. Jelentősebb felújítása zajlott 1955-ben, modernizálása pedig 2001-ben történt meg. 2011 elején, a forradalom után teljesen felújították, légkondicionálták, új márványpadlót és mozgóképcsőket kapott. A felújítás egyes kritikusai szerint az épület túl modern lett és sokat veszített eredeti stílusából.
Huda Saarawi egyiptomi feminista itt vetette le fátylát 1923-ban; tette nagy port vert fel.
1928-ban az állomás előtt állították fel Mahmud Mohtar híres Nahdat Miszr („Egyiptom ébredése”) szobrát, melyet az 1950-es években mai helyére, a Kairói Egyetem közelébe helyeztek át.

## Vasútvonalak
Az állomást az alábbi vasútvonalak érintik:
- Kairó–Alexandria-vasútvonal
- Alexandria–Asszuán-vasútvonal

## Tömegközlekedés
A vasútállomást érinti a kairói metró egyes és kettes vonala (a közeli Al-Sohada metróállomáson állnak meg), a kairói villamos, továbbá a városi autóbuszok is. Előtte taxiállomás található.

## Képgaléria

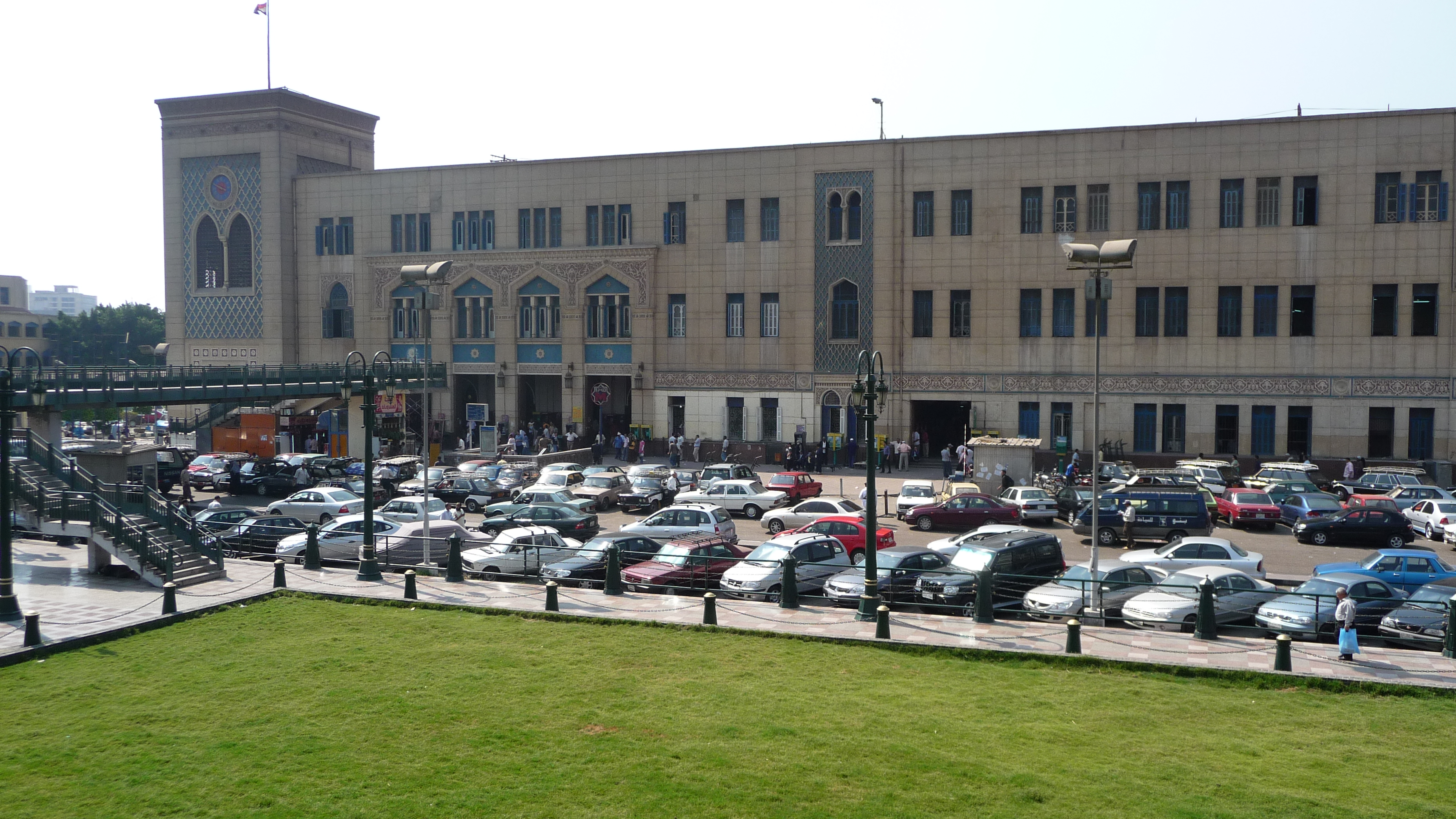
Az állomás épülete
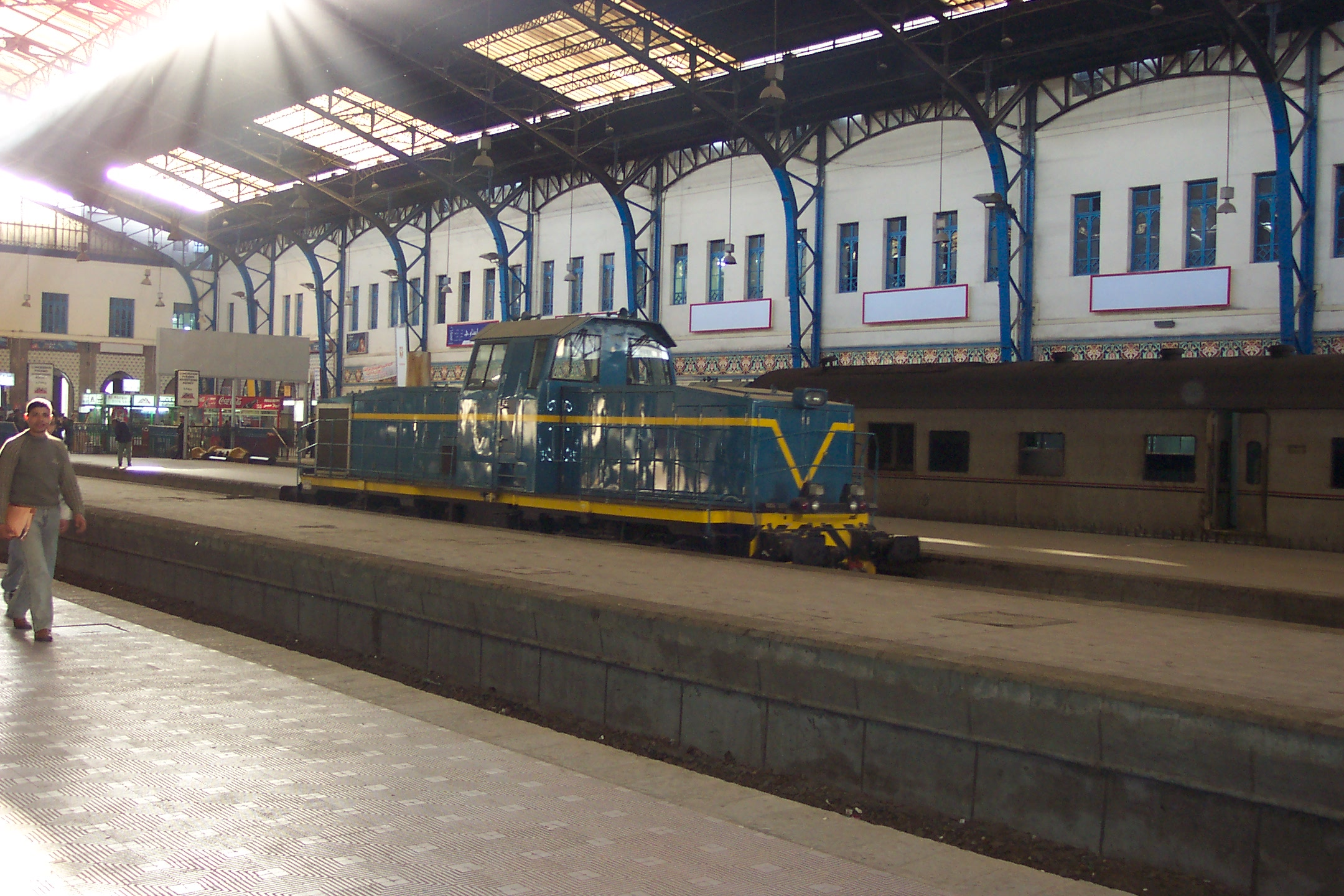
Peronok
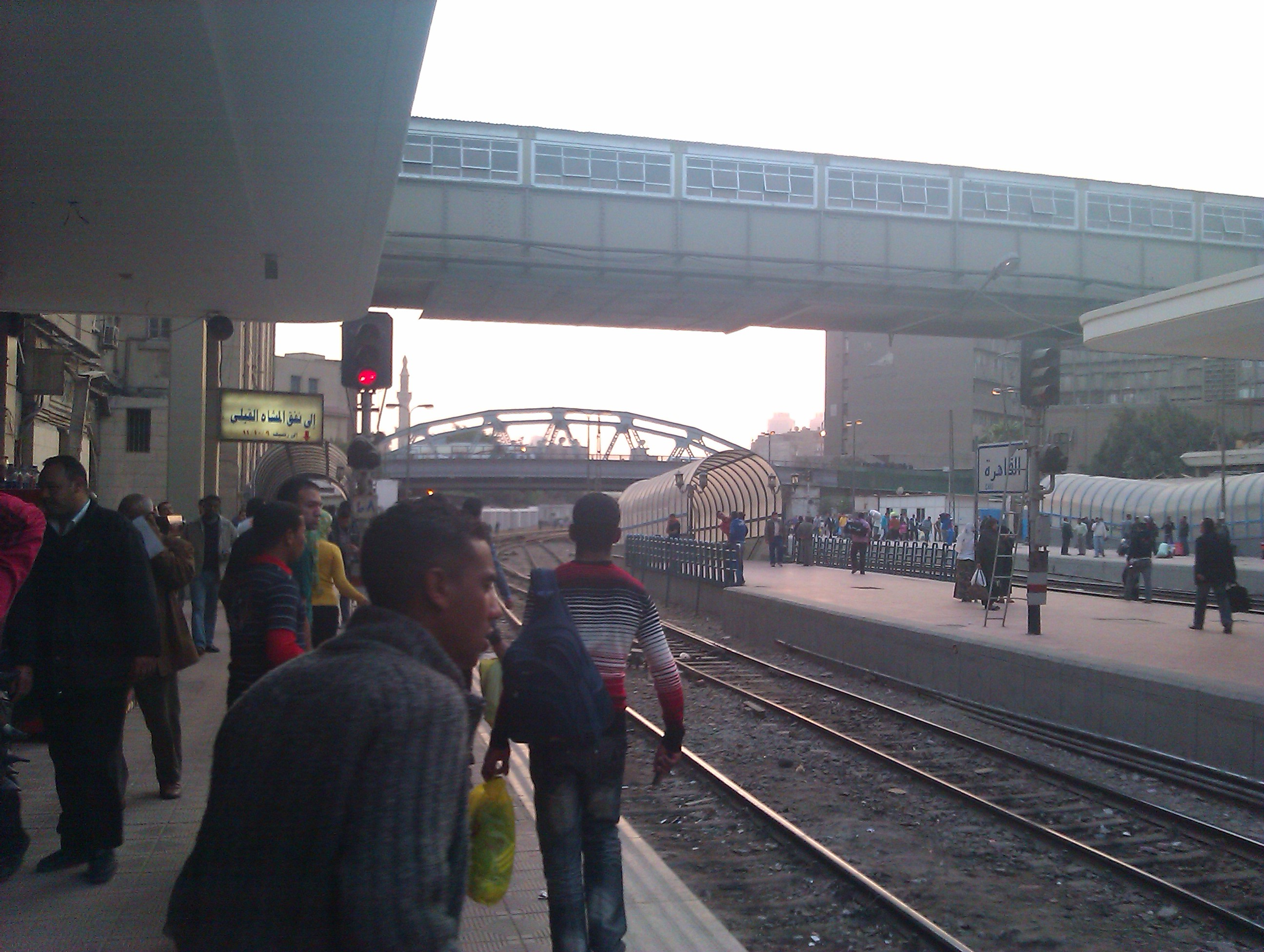
Peronok
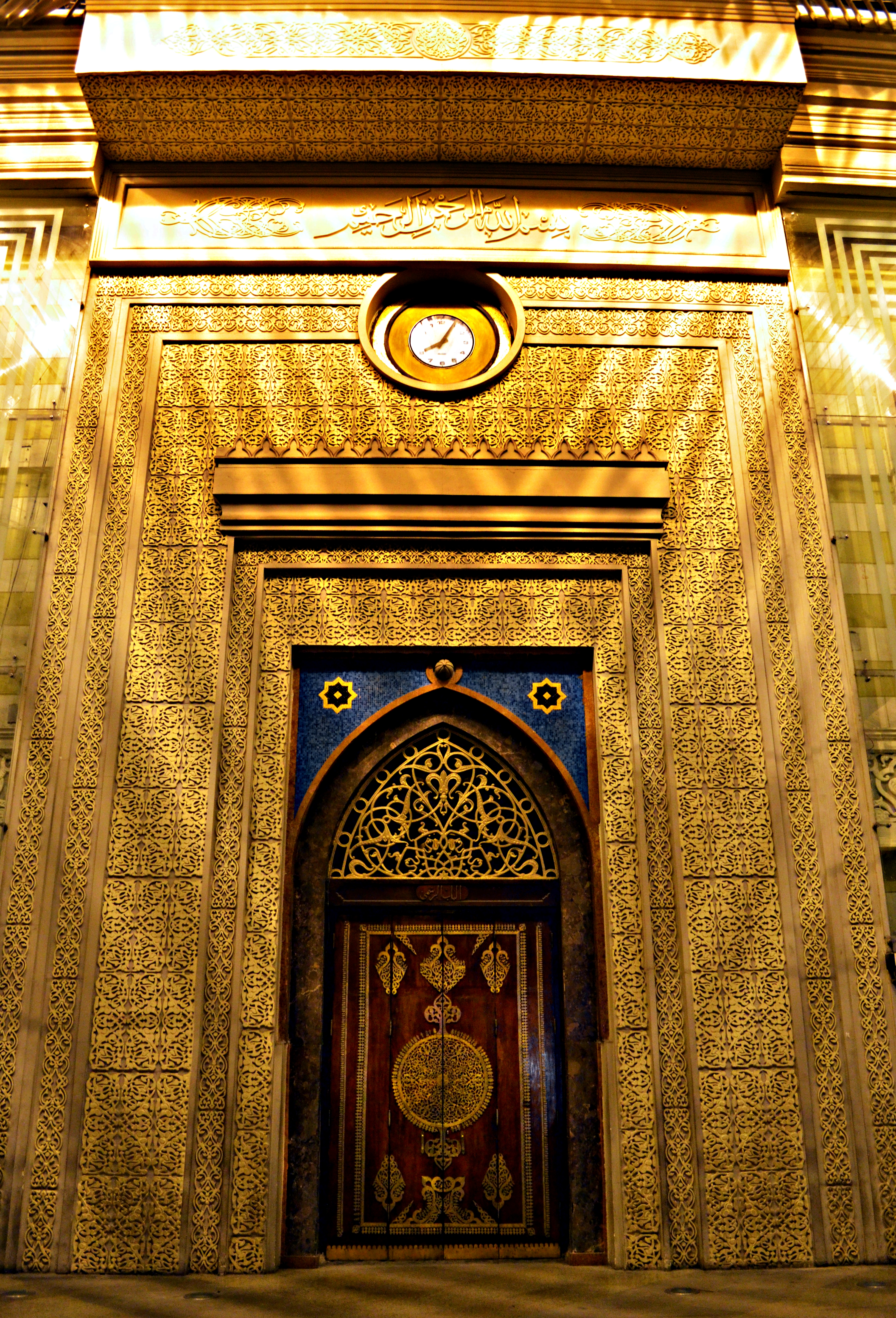
Főbejárat